# Waka (canoa)
Waka és el nom de les embarcacions maoris, en general canoes que varien en grandària, des de canoes no ornamentades (waka tiwai), emprades per a pescar i el transport fluvial, a canoes de guerra grans i decorades (waka taua) de fins a 40 m de longitud. Des dels anys 1970 s'han construït canoes grans de doble casc d'uns 20 m de llarg per a viatges oceànics a altres parts de l'oceà Pacífic, però estan fetes d'una barreja de materials moderns i tradicionals, i incorporen característiques tant de l'antiga Melanèsia com de la Polinèsia.

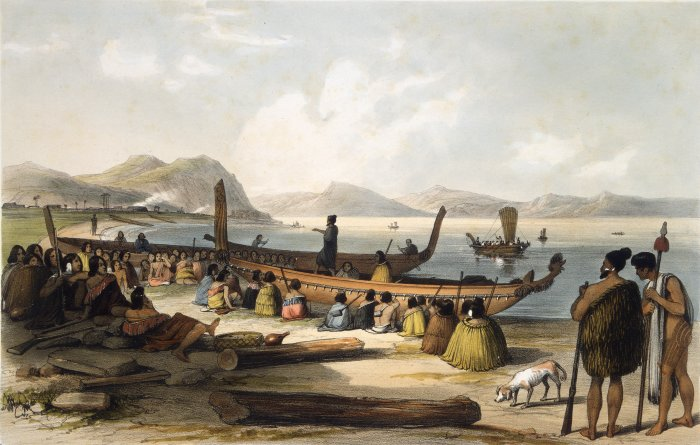
Waka taua (canoes de guerra) a la badia de les Illes, 1827–8

## Waka taua (canoes de guerra)
Waka taua (canoes de guerra) són grans canoes tripulades per fins a 80 remers i arriben a fer fins a 40 m de longitud. Les waka de gran volum, com la Nga Toki Matawhaorua, que en general són esculpides i decorades amb dissenys complexos, consten d'un casc format per un sol tronc buit, juntament amb una proa esculpida verticalment i una porta posterior. La borda és elevada en alguns casos per una taula contínua que evita distorsions dels components del casc principal quan s'utilitza en mar oberta. Algunes vegades se'n reforça el casc, com en la Te Winika, un disseny d'uns 200 anys. El casc de la Te Winika és reforçat per un forrellat o cordill que creua tota la llargària del casc tant per dins com per fora just per sobre del nivell de l'aigua quan l'embarcació és carregada. El ressorgiment de la cultura maori ha propiciat un augment del nombre de waka taua construïdes, en general per grups tribals per a ús cerimonial. Tradicionalment la canoa de guerra era tapu (sagrada). No es permetia menjar cuit en l'embarcació i la waka s'abordava per la borda, no per la proa ni la popa, decorades amb poderosos símbols. Les canoes en general es pintaven de blanc o negre; el negre representa la mort. El color principal n'era el roig, que és sagrat. Algunes vegades una waka es col·locava en vertical com a senyal d'un cap mort. Els maoris explicaren als missioners europeus que durant la Guerra dels Mosquetes les batalles entre waka es feren a la mar per tal d'arremetre contra els waka enemics a altes velocitats. L'embarcació que envestia acabava damunt de la borda enemiga i l'enfonsava o la feia bolcar. Els enemics morien en l'envestida, se'ls deixava ofegar, eren capturats per a festins caníbals, o servien d'esclaves si eren dones.

### Construcció tradicional de waka
Durant el període clàssic (entre 1500 i 1770) un hapū (la unitat política bàsica dins la societat maori que consta d'unes 8 a 14 famílies) seleccionava un arbre de totara (endèmic de Nova Zelanda), la fusta de preferència (a causa del seu alt contingut d'oli i baix pes), i el preparaven amb anys d'anticipació per a talar-lo. Això incloïa llevar l'escorça d'un costat del tronc i la neteja del sòl i plantació de conreus comestibles per als treballadors. Després de càntics i resos l'arbre era talat amb foc a la seua base i talls amb destrals. En arbres amb arrels aèries particularment grans es construïa un escenari d'uns tres metres d'alt. S'hi construïa una armadura en què es penjava un toki (destral) gegant cap a baix, d'uns 2,5 m de llarg. El llarg eix del toki s'amarrava a la creu de la part superior de l'armadura perquè es moguera de darrere cap endavant, com un gronxador. S'enganxaven roques pesades a cada costat del llarg eix al punt més baix per donar-hi moment. El toki era impulsat cap enrere i deixat anar perquè l'extrem tallant mossegara la fusta afeblida pel foc. Podia durar de dues a tres setmanes tallar un arbre gran d'aquesta manera. La part superior de l'arbre i les branques es treien i després el casc es modelava en el mateix lloc utilitzant foc i destrals, sota la direcció d'un cap dissenyador. La destral de pedra s'hi emprava de manera relativament delicada amb cops regulars. El cap se'n mullava a l'aigua perquè els talls s'expandissen i la fulla de pedra es mantingués més ferma. Una vegada modelat, el tronc de 3-4 tones es duia a un rierol o riu utilitzant sogues. Prop de la papakainga se li donava forma per una última volta. Construir una waka podia durar fins a un any si no hi havia contratemps, però podia ser abandonada en cas d'accident o de mort d'una persona important. Aquestes waka incompletes s'han trobat després del primer contacte amb els europeus. La majoria de les waka grans es construïren en seccions interconnectades i unides amb cordes de lli. Es col·locaven varetes als buits que s'inflaven i segellaven quan es mullaven. La resina dels arbres també podia usar-se per a segellar els buits. Una waka gran pesava unes tres tones i podia utilitzar-se durant dècades. Totes les waka tenien noms i eren objecte d'orgull i admiració.
Una característica visible d'una waka taua carregada era la seua borda baixa de 400-500 mm, que la feia inadequada per a navegació en alta mar quan el clima no era bo. La fusta usualment emprada, la totara, és una varietat lleugera de podocarpàcia nadiua de Nova Zelanda, la qual reté els olis naturals fins i tot després de ser tallada. Això prevé que la fusta s'òbriga i rage. Angela Ballara va ressaltar que les waka només es ficaven a mar quan el clima era bo. Una viatge pel tempestuós estret de Cook s'ajornà una setmana mentre els viatgers esperaven un bon clima. El missioner William Williams, fill d'Henry Williams, indicà que el viatge d'una waka taua era una activitat de recreació pels requeriments de recol·lecció de menjar i l'espera del bon clima.

## Canvis tecnològics
Des de l'arribada de James Cook el 1769 i especialment després de l'estada més llarga de Marion Du Fresne el 1772, els maoris pogueren obtenir ferro i acer que no existia en la seua cultura abans del contacte amb els europeus. Els maoris demanaven als mariners que els esmolaren claus de vaixells de vuit polzades a punt de cisell en les rodes de vaixells a canvi de peix. Aquest període entre 1779 i 1820, durant l'apogeu de la Guerra dels mosquetes, s'ha anomenat l'època daurada del tallat maori en fusta. Gran part del tallat es limitava a waka taua. Des de 1835, l'arribada d'un gran nombre de colons europeus i vaixells feu que les barques d'aquests vaixells reemplaçassen a poc a poc les waka. El 1839 uns 100 vaixells visitaren la badia de les Illes. L'ús d'aquestes barques es feu comú a mesura que molts maoris treballaven en vaixells mercants, baleners o caçadors de foques, tant a Nova Zelanda com en altres indrets del Pacífic. Durant les Guerres de la Terra poques waka s'utilitzaren per al moviment de guerrers, ja que quan començà la campanya de Waikato al 1863 les forces governamentals feren els possibles per enfonsar totes les waka que trobaren al riu Waikato i afluents per interrompre les comunicacions rebels. Més tard, alguns exemples d'aquestes excel·lents waka s'exhibiren en el Museu de Guerra d'Auckland.

## Canoes oceàniques

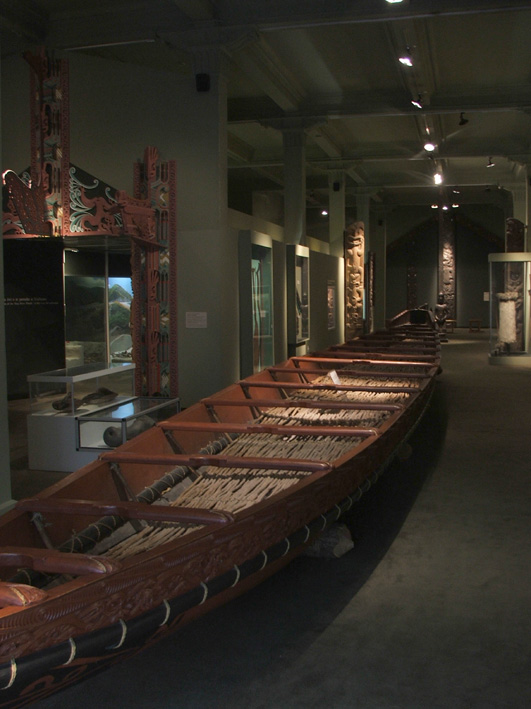
Una waka taua al Museu d'Otago de Dunedin

Les waka oceàniques, sense importar-ne la grandària, podien ser a rem, però aconseguien la velocitat màxima a vela. Els colons polinesis de Nova Zelanda migraren a les illes en waka grans; algunes d'aquestes, segons la llegenda, podien haver estat waka hourua o canoes de doble casc. Els noms i històries associats a aquestes waka s'explicaven com a història oral (kōrero o mua) però les dates, noms, temps i rutes sovint s'han perdut o confós ja que els descendents dels primers colons es multiplicaren i se separaren en iwi (tribus) i hapu (subtribus). És per això que la paraula waka s'usa per a identificar una confederació d'iwi que descendeix de les persones d'una mateixa canoa migratòria.

## Waka ama (canoes polinèsies)
Els primers exploradors europeus veieren els maoris utilitzant waka ama (canoes polinèsies). Sydney Parkinson, un artista que viatjà amb James Cook en la seua primera visita a Nova Zelanda el 1769 i el científic alemany Johann Reinhold Forster, que acompanyà Cook el 1773, descrigueren waka amb batanga (ama, amatiatia o korewa). Poc comunes en els temps de Cook, a principis del s. XIX les waka ama havia estat oblidades. El terme waka ama, però, figura en històries antigues com la de Māui publicada per Grey el 1854 i en unes quantes velles waiata; Tregear també esmenta les waka ama com "una possessió dels maori", afegint-hi que "fou sota el masteler d'una d'aquestes canoes que el famós Maui assassinà al germà de la seua esposa, Irawaru, abans de convertir-lo en un gos. Tant la canoa doble com la de masteler han desaparegut per complet entre els maoris, i és poc probable que algun nadiu hui viu n'haja vist cap de les dues a Nova Zelanda". Les paraules maoris per a les parts de la canoa, com "ama" i "kiato", registrades en els primers anys de l'arribada d'europeus, suggereixen que aquestes embarcacions eren semblants en la forma a les de la Polinèsia central.
Les curses de waka ama, introduïdes a Nova Zelanda per les nacions de les Illes del Pacífic en els anys 1980 i 1990, s'han tornat cada vegada més populars. Les canoes emprades són d'alta tecnologia i dissenyades a Hawaii o Tahití, i en general les curses formen part de festivals més grans.

## Altres materials utilitzats
Algunes waka, sobretot les de les Illes Chatham, no eren convencionals, sinó construïdes amb raupo o tiges de lli.
La waka taua Et Tuhono del Museu Nacional d'Escòcia fou restaurada per l'artesà maori George Nuku, usant polimetilmetacrilat per cobrir les seccions danyades.

## Significats relacionats
El mot waka també s'utilitza en un sentit més ampli, que pot ser traduït com a 'embarcació', 'vehicle' o 'contenidor'.
Una waka huia és una embarcació buida i esculpida usada per a l'emmagatzematge de taonga (tresors) com les preuades plomes de la cua de l'ara extint huia (Heteralocha acutirostris), que s'empren com a adorn del cabell. Els maoris consideraven les plomes de huia símbols de classe alta. En la seua coronació, Isabel II rebé dues plomes de huia.
Entre els maoris de hui, la paraula waka s'utilitza per a referir-se als automòbils, però la traducció més exacta n'és 'embarcació', junt amb el terme transliterat motokā (de l'anglés, motorcar). El neologisme waka-rer-rangi (literalment, waka ('embarcació') que navega al cel) es creà per referir-se als avions. Una waka hari hinu ('embarcació que transporta petroli') és un vaixell petrolier; una waka niho (traduït literalment a l'anglés com gear container) és una caixa de canvis.
La paraula waka també pot referir-se al transport en general, com ara Et Manatū Waka ('Ministeri de Transport') i Waka Kotahi ('Agència de Transport') a Nova Zelanda.